# Порто Акри
Порту Акри е град-община в североизточната част на бразилския щат Акри. Общината е част от икономико-статистически микрорегион Риу Бранку, мезорегион Вали ду Акри. Населението на общината към 2010 г. е 14 806 души, а територията ѝ е 2984.643 km2.

## История
Община Порту Акри е основана през 1993 след като се отцепва от Риу Бранку. До края на 19 век е част от територията на Боливия, чийто суверенитет е признат от Бразилия. По това време градът се нарича „Пуерто Алонсо“ и е седалището на консулството на Бразилия в региона.
По време на Акрианската революция тук се водят важни сражения, бидейки столица на непризнатата Република Акри, просъществувала само 4 години (1899 — 1903).
Днес градът е блед помен на това което бе в миналото, с едва 1841 живеещи в градската част, (около 13% от населението на общината). След процес на децентрализация се очаква общината да бъде разделена на две, като се отцепи от нея окръг „Вила ду Ви“ (Vila do V), извънградската част на общината, в която живее по-голямата част от населението и в която аграрният сектор заема важно място. Със създаването на новата община, с около 22 хил.жители, значителен дял от общинските приходи ще бъдат отклонени в полза на новата община.

## География
Според преброяването от 2010 г., населението на общината възлиза на 14 806 жители, а територията ѝ е 2985 km² (4,6 д./km²).
Граничи на север с Амазонас и на юг с общините Бужари и Риу Бранку.

### Достъп
Главният начин за достъп до града е чрез щатската магистрала AC-010, която го свързва с Риу Бранку, като разстоянието е около 78 km. Друг начин е посредством воден транспорт, по реката Акри, която пресича града.